# Maria Amalia van Bragança

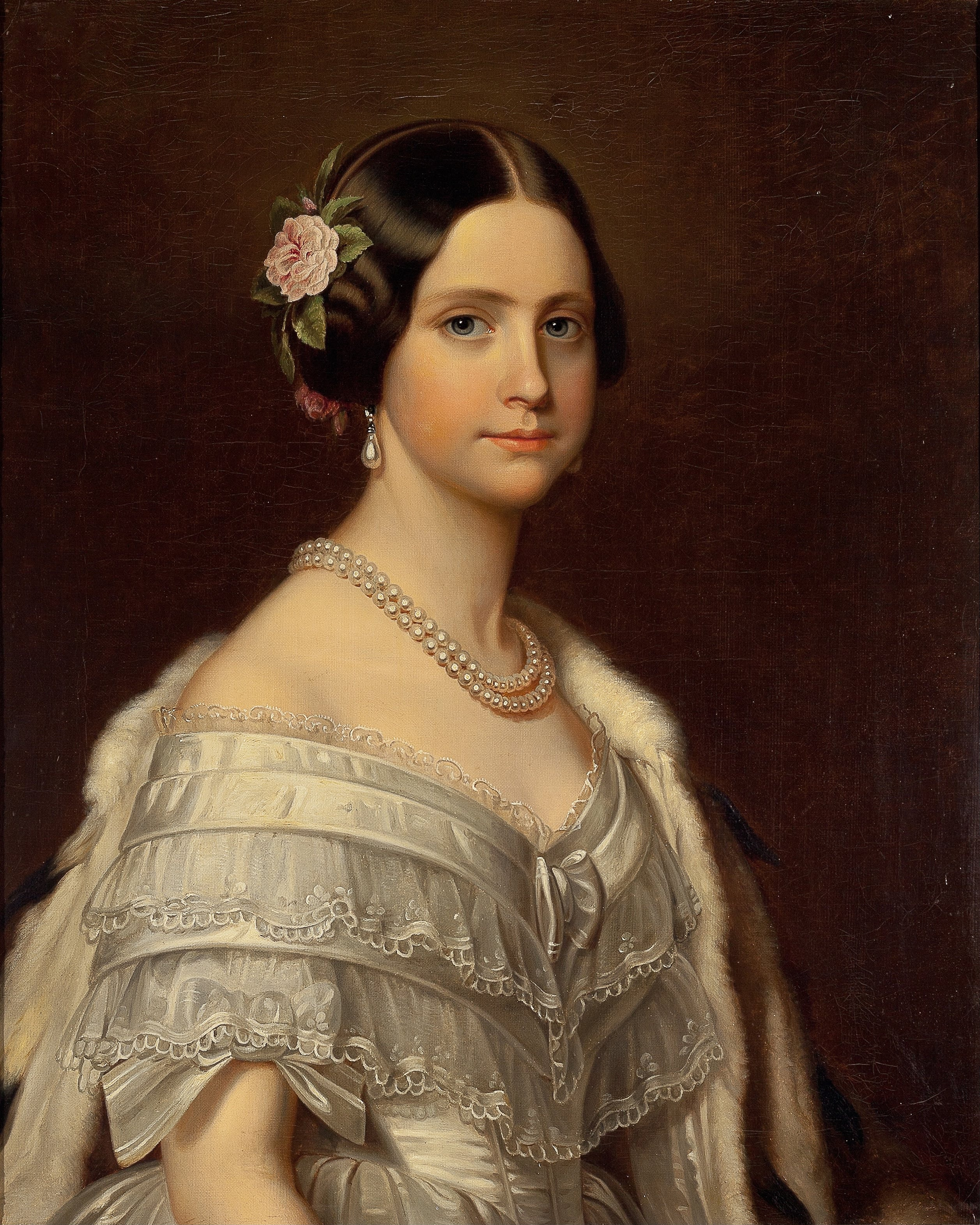
Infante Maria Amalia van Brazilië
(1837/39), Friedrich Dürck, Museu Imperial

Maria Amalia van Bragança, Infante van Brazilië (Parijs (Frankrijk), 1 december 1831 - Funchal (Madeira), 4 februari 1853), dochter van keizer Peter I van Brazilië. Haar volledige naam was: Maria Amalia Augusta Eugénie Joséphine Louisa Théodelinde Heloisa Francisca Xavier de Paula Michaëla Gabriella Rafaela Gonzaga van Bragança.
Maria Amalia was het enige kind uit het huwelijk van koning Peter IV van Portugal (keizer Peter I van Brazilië) en diens tweede vrouw keizerin Amélie van Leuchtenberg. Maria Amalia’s grootouders aan vaderskant waren koning Johan VI van Portugal en diens vrouw koningin Charlotte Joachime van Spanje. Haar grootouders aan moederskant waren Eugène de Beauharnais en diens vrouw de Beierse koningsdochter Augusta Amalia, een dochter van koning Maximiliaan I Jozef. Eugène de Beauharnais was een zoon van keizerin Joséphine van Frankrijk en de stiefzoon van keizer Napoleon I van Frankrijk.
Toen Maria Amalia werd geboren op 1 december 1831, had haar vader al afstand gedaan van de Braziliaanse troon (7 april 1831). Dit deed hij om zijn dochter, Maria Amalia’s halfzuster, koningin Maria II te steunen in haar poging om de Portugese troon te veroveren van koning Miguel I, de jongere broer van Maria Amalia’s vader. In Brazilië was sindsdien Peters jongste zoon uit zijn eerste huwelijk aan de macht, Peter II.
Maria Amalia was verloofd met haar neef Ferdinand Maximiliaan. Deze werd later keizer van Mexico. Keizer Frans Jozef I had kort daarvoor ingestemd met het huwelijk. Zover kwam het evenwel niet. Ze had een zwakke gezondheid en stierf op de leeftijd van 21 jaar in Funchal op het Portugese eiland Madeira aan tuberculose. De rest van zijn leven droeg Ferdinand Maximiliaan een ring van Maria Amalia met zich mee. Maximiliaan trouwde later met prinses Charlotte van België.
- Gemeinsame Normdatei: 1076799620
- Virtual International Authority File: 66144648323134289129
- WorldCat: E39PBJd3K4Jc4Qjy8GXprb4THC